# Peñalolén
Peñalolén is een gemeente in de Chileense provincie Santiago in de regio Región Metropolitana. Peñalolén telde 241.599 inwoners in 2017.

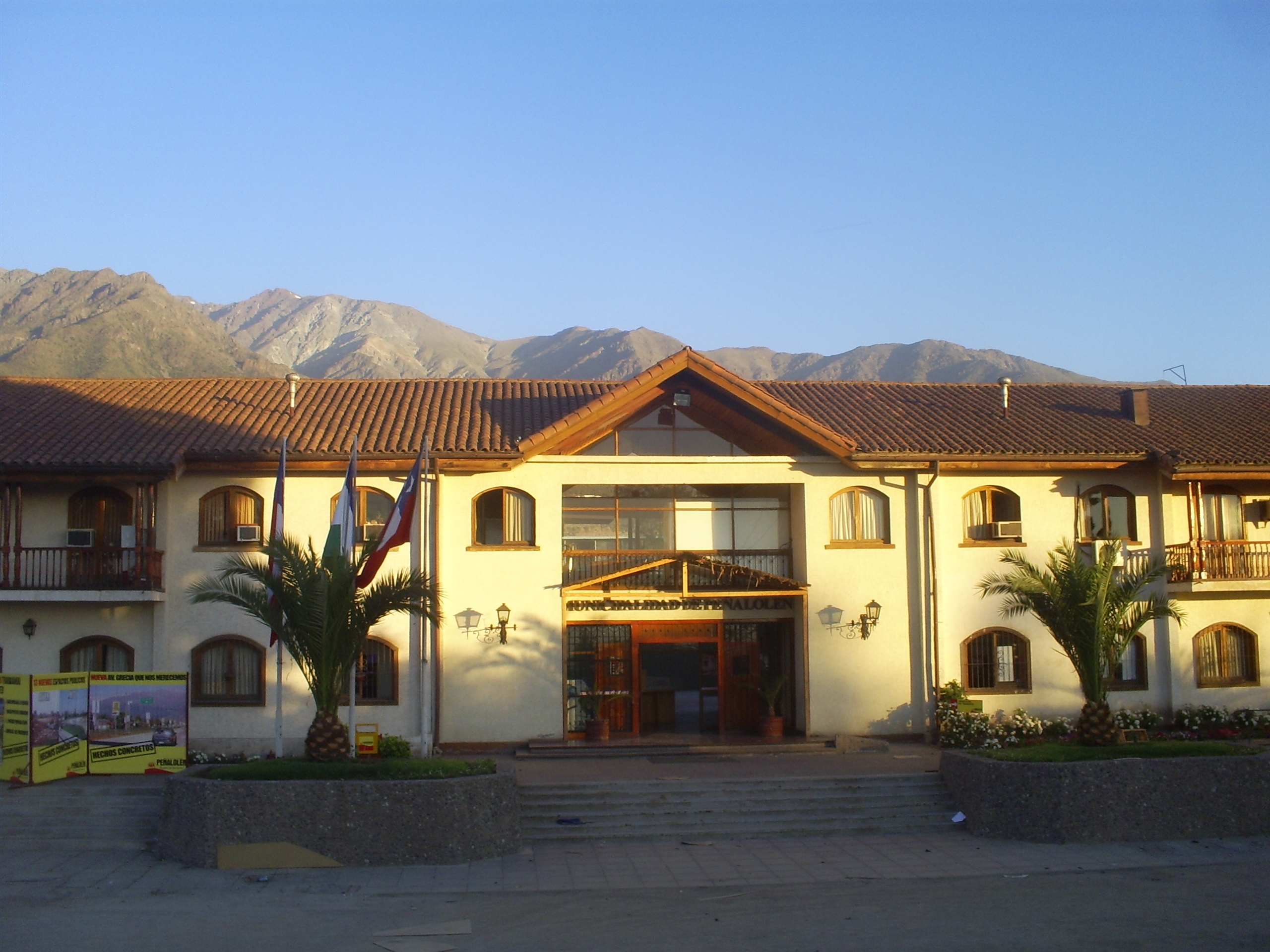
Gemeentehuis
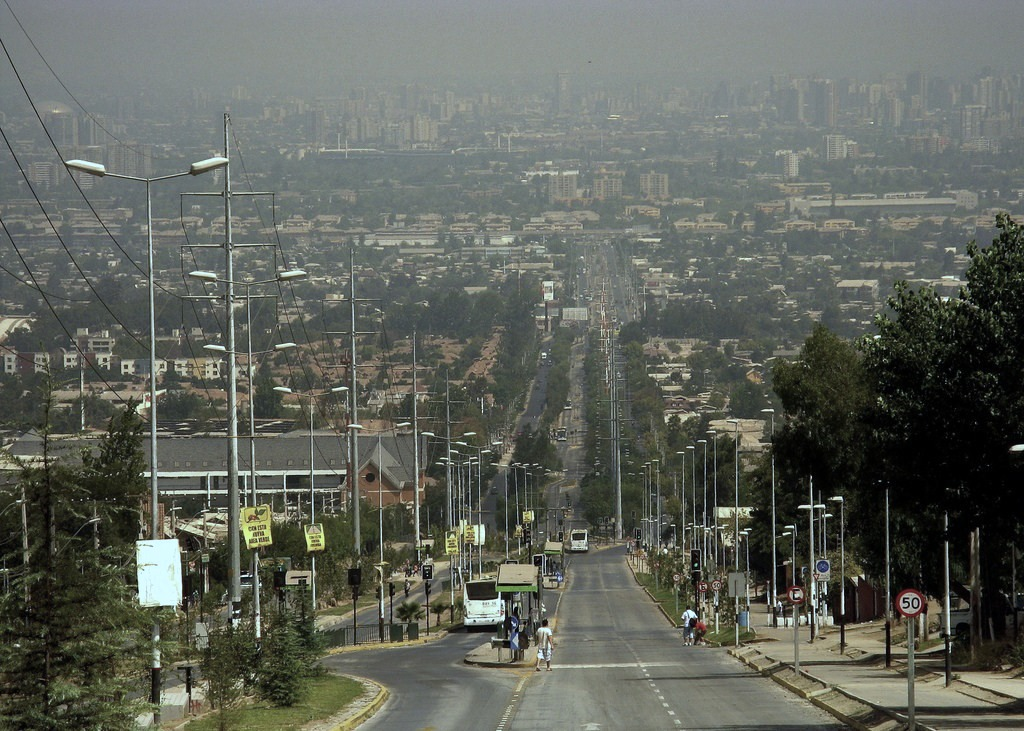
Avenida Grecia